# Ján Hirka
Ján Hirka (Abranovce, 16 de noviembre de 1923 – Prešov, 10 de abril de 2014) fue un obispo de la iglesia greco-católica eslovaca.

## Biografía
Hirka nació en Abranovce (Checoslovaquia) fue ordenado sacerdote el 31 de julio de 1949. Hirka fue nombrado administrador apostólico de la Archieparquía de Prešov cuando se refundó el 2 de abril de 1969, después de años de sometimiento bajo el régimen comunista. Reemplazó al actual Obispo auxiliar, Basil Hopko, que había sobrevivido a años de encarcelamiento y tortura a manos de los comunistas, debido a las quejas de los miembros nacionalistas de la Iglesia, que creían que un el eslovaco nativo debería ser el que dirigiese la Iglesia allí. Fue nombrado eparco el 21 de diciembre de 1989 y ordenado obispo el 17 de febrero de 1990. Hirka se jubiló el 11 de diciembre de 2002.